# Bruno Giuffra
Bruno Giuffra Monteverde (Lima, 18 de julio de 1970) es un economista y empresario peruano. Se desempeñó como ministro de la Producción del Perú y ministro de Transportes y Comunicaciones durante el gobierno de Pedro Pablo Kuczynski.

## Biografía
Hijo de Luis Ernesto Giuffra Fontanes y Regina Monteverde.[cita requerida]
Estudió economía en la Universidad de Lima; estudió Finanzas en ESAN y luego realizó un MBA en Babson College, de donde se graduó con honores cum laude. Fue ganador de la beca Eisenhower Fellowship en el año 2010 representado al Perú.
Se ha desempeñado durante 25 años como empresario en el sector de servicios a nivel corporativo y de negocios en internet. Es socio fundador del Grupo Promotick con operaciones en 10 países de Latinoamérica. Su principal campo de interés es el desarrollo y gestión de nuevos negocios.
Bruno Giuffra es profesor de Emprendimiento de la escuela de negocios CENTRUM de la Pontificia Universidad Católica del Perú, donde fundó el Centro de Emprendimiento de Centrum. Fue Director y conductor del programa televiso Mundo Empresarial de Canal N por 10 años consecutivos, entrevistando a más de 3000 empresarios y fomentando el emprendimiento en el país. Además, Giuffra ha sido Miembro del directorio de Seguros SURA y de Coney Park. Ha sido director de IPAE y Presidente del primer CADE de Emprendedores en el Perú, organizado por esta institución.

### Ministro de la Producción
El 15 de julio de 2016, el presidente Pedro Pablo Kuczynski lo anunció como su próximo ministro de la Producción.
El 28 de julio de 2016, durante la toma de mando, juró su cargo en una ceremonia realizada en el patio de honor del Palacio de Gobierno.

### Ministro de Transportes y Comunicaciones
El 25 de mayo de 2017 dejó el portafolio de la Producción y juró como ministro de Transportes y Comunicaciones, cargo en el que reemplazó al entonces vicepresidente Martín Vizcarra Cornejo, que renunció por motivo de la polémica adenda al contrato del aeropuerto de Chinchero. Su reemplazante en Producción fue el congresista Pedro Olaechea. La ceremonia de juramentación de ambos ministros se realizó en el Salón Dorado de Palacio de Gobierno.

El 28 de marzo de 2018, ya bajo el gobierno de Martín Vizcarra, Edmer Trujillo reemplazó a Bruno Giuffra como nuevo Ministro de Transportes y comunicaciones.